# Laima
Laime é, na mitologia báltica, a deusa do destino. Esta deusa é muitas vezes associada com o parto, casamento, e morte; sendo esta patrona da gravidez. 

## Na Letónia
Em conjunto com Carta (Kārta) e Décla (Dēkla), ambas suas irmãs, Laima é responsável por determinar o destino das almas, função similar às nórdicas Nornas, às gregas Moiras e às romanas Parcas. No entanto, Laima é tida como a mais popular de entre as irmãs, sendo esta a responsável por dar a decisão final. Embora as três tivessem funções similares, era atribuída a cada uma responsabilidade diferente: Laima era responsável pelas mães e pelos partos, Décla pelas crianças e Carta pelos adultos. Na moderna religião Dievturi, as três deusas são referidas como as três Laimas, indicando serem três manifestações de uma mesma entidade e não três entidades distintas.
A adoração a Laima, na Letónia, persistiu até aos fins do século XIX. Onde um ritual de nascimento, realizado numa sauna (pirtis) e de acesso reservado a mulheres, era praticado. Este ritual incluía ainda algumas oferendas para Laima tais como: galinhas, ovelhas, toalhas e/ou outros materiais tecidos.

## Na Lituânia
Já na mitologia lituana, Laima (deusa do destino) é muitas vezes confundida com Laimė (deusa da boa fortuna) e Laumė (fada).
A referência escrita mais antiga, de que há conhecimento, à cerca de Laima é no prólogo (em latim) de uma coletânea de músicas lituanas, publicada em 1666, por Daniel Klein. Mais tarde, foi também mencionada por Matthäus Prätorius, Jacob Brodowski, Philipp Ruhig, entre outros.
Similar ao que acontece na Letónia, Laima, profetiza o destino das almas em conjuntos com as suas duas irmãs. No entanto, as previsões dadas pelas três irmãs poderiam ser contraditórias e o seu pronunciamento final irrevogável. Sendo que ao contrário do que acontece na Letónia, Laima não seria capaz de mudar o profetizado. Na Lituânia, as três irmãs são comummente substituídas por uma única entidade, a Laima, sendo ela responsável por profetizar (Lithuanian: lemti) a vida de um recém-nascido.
A predestinação de Laima é comummente utilizada para descrever a religião lituana como Fatalista. Em 1837, Manfred Tietz escreveu que pelo motivo dos lituanos acreditarem no destino determinado, eles eram guerreiros destemidos.  Em uma versão lituana do mito do Grande Dilúvio, Laima participa do nascimento da humanidade. 
Laima é também muitas vezes relacionada com Gegutė, representada por um cuco, a deusa lituana do tempo e da sucessão das estações. Acreditava-se que o número de chilreios desta ave (o cuco, ou em lituano Gegutė) corresponderia ao tempo restante na vida da pessoa que os ouvisse. A árvore sagrada de Laima é a linden.

## Referencias
1. ↑  Davidson, Hilda Ellis (1998). Roles of the Northern Goddess. [S.l.]: Routledge. pp. 147–148. ISBN 0-415-13610-5
2. 1 2  Bojtár, Endre (1999). Foreword to the Past: A Cultural History of the Baltic People. [S.l.]: CEU Press. p. 301. ISBN 963-9116-42-4
3. ↑  Gimbutas, Marija; Miriam Robbins Dexter (2001). The Living Goddesses. [S.l.]: University of California Press. p. 200. ISBN 0-520-22915-0
4. 1 2  Greimas, Algirdas Julien (1992). Of Gods and Men. Studies in Lithuanian Mythology. [S.l.]: Indiana University Press. p. 111. ISBN 0-253-32652-4
5. ↑  Narbutas, Ignas. «Senieji lietuvių tikėjimai». Vytauto Didžiojo Universitetas. Darbai ir dienos (em lituano). 5–7
6. ↑  Predefinição:Lt icon Jonas Zinkus;  et al., eds. (1985–1988). «Laimės». Tarybų Lietuvos enciklopedija. II. Vilnius, Lithuania: Vyriausioji enciklopedijų redakcija. 467 páginas. LCC 86232954
7. ↑  Beresnevičius, Gintaras (2004). Lietuvių religija ir mitologija: sisteminė studija (em lituano). Vilnius: Tyto alba. p. 151. ISBN 9986-16-389-7
8. ↑  Beresnevičius, Gintaras (2004). Lietuvių religija ir mitologija: sisteminė studija (em lituano). Vilnius: Tyto alba. p. 90. ISBN 9986-16-389-7
9. ↑  Greimas, Algirdas Julien (1992). Of Gods and Men. Studies in Lithuanian Mythology. [S.l.]: Indiana University Press. p. 148. ISBN 0-253-32652-4
10. ↑  Greimas, Algirdas Julien (1992). Of Gods and Men. Studies in Lithuanian Mythology. [S.l.]: Indiana University Press. p. 116. ISBN 0-253-32652-4
11. ↑  Klimka, Libertas (2005). «Žmogus ir gamta etninėje kultūroje» (PDF). Kultūros aktualijos (em lituano). 4 (45): 26[ligação inativa]